# Zèbre de Grant
Equus quagga bohemi
Sous-espèce
Le Zèbre de Grant (Equus quagga bohemi) (parfois appelé Zèbre de Böhm) est la plus petite des six sous-espèces du zèbre des plaines et a été décrit par Paul Matschie en 1892.

## Galerie

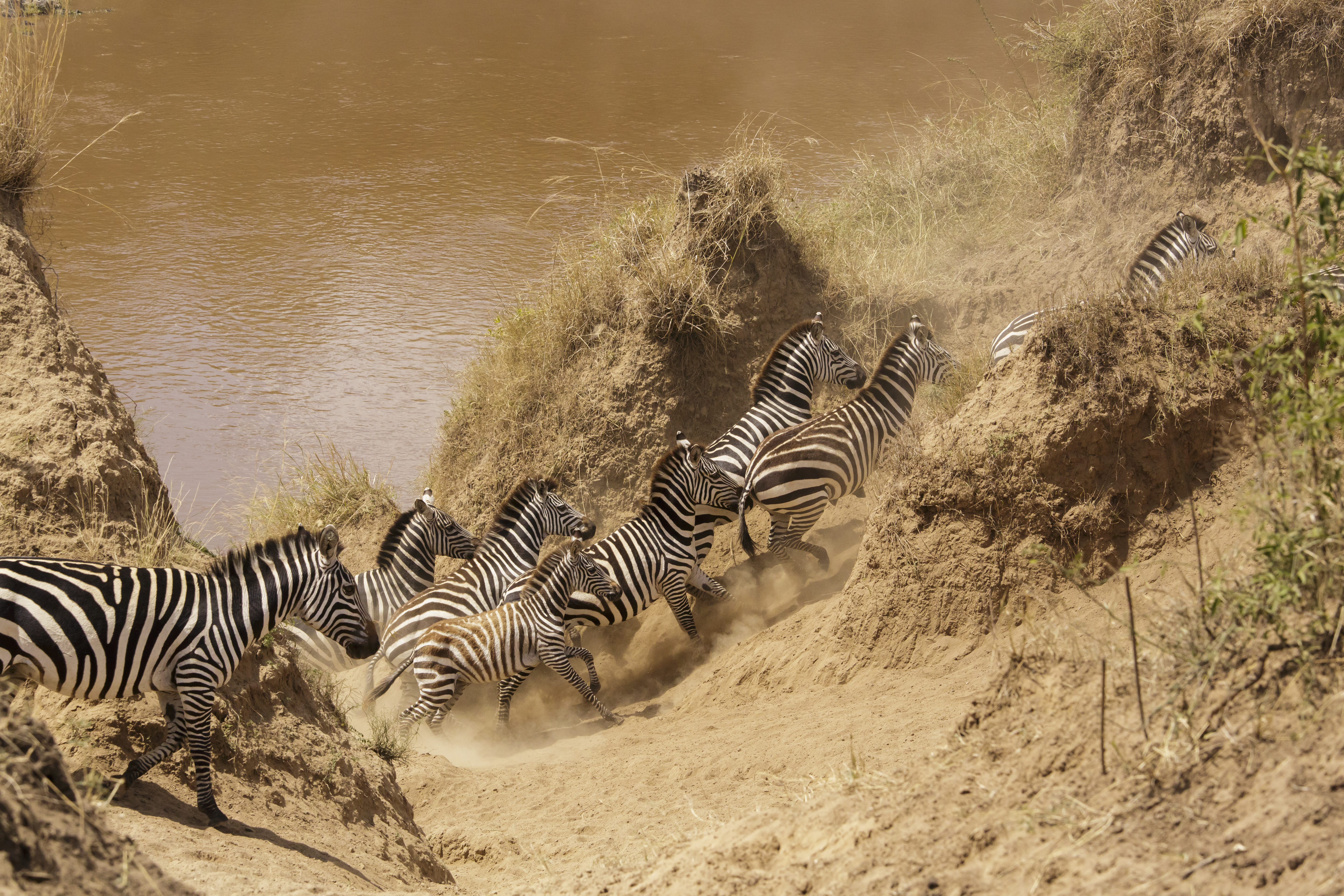
Zèbres de Grant dans la réserve nationale du Masai Mara (Kenya).